# Храни свою звезду
«Храни свою звезду» — советский фильм 1975 года, снятый на киностудии «Казахфильм» режиссёром Шарипом Бейсембаевым.

## Сюжет
В семью старого чабана — отец, мать, два сына — живущую в изоляции от односельчан, старательно придерживающийся старых традиций, входит невестка Салтанат — добрая и ласковая жена старшего сына Тастана. С её появлением меняется уклад жизни семьи, Салтанат приносит в дом любовь, песню и радость. Салтанат приходится по душе отцу и матери, а младшему брату Тастана — Каиркену, с надеждой смотрящего в меняющийся мир, — становится лучшим другом… Но сам Тастан, мужчина волчьей повадки, кулацкой психологии собственника и ревнитель законов патриархальной семьи, ненавидящий всё новое, осуждающий даже телевизор, превращает свою жену в рабочую скотину. Но постепенно и он меняется под влиянием Салтанат.

## В ролях
- Жанна Куанышева — Салтанат
- Анвар Боранбаев — Тастан
- Сапаргали Жакишев — Каиркен
- Амина Умурзакова — мать
- Каукен Кенжетаев — отец
- Досхан Жолжаксынов — Аскербек
- Гульзия Бельбаева — Раушан
- Лидия Ашрапова — Айша
- Кененбай Кожабеков — Кавен
- Байтен Омаров — парторг
- Мухтар Бахтыгереев — эпизод
- Турсун Куралиев — эпизод

В филмье звучат песни в исполнении Бибигуль Тулегеновой.

## Критика
Кинокритик Ромил Соболев в журнале «Спутник кинозрителя» (июнь 1977 года) писал, что художественные достоинства фильма очевидны, но зритель всегда ждёт от кино зрелищности, динамики, острых конфликтов, а фильм задуман как история одной семьи, для понимания конфликта которого надо очень хорошо знать быт казахских степняков-овцеводов, знать, что остается национальными традициями и что — пережитками, оставляет для обычного зрителя противоречивые чувства, резюмировав:

В общем, очень любопытный фильм. Возможно спорный. Но бесспорно сделанный одаренными людьми.